# Witbrauwspitssnavel
De witbrauwspitssnavel (Conirostrum ferrugineiventre) is een zangvogel uit de familie Thraupidae (tangaren).

## Verspreiding en leefgebied
Deze soort komt voor in de Andes van oostelijk Peru (San Martín) en westelijk Bolivia.